# Spyglass Media Group
 (novembre 2020).
Spyglass Media Group est une société américaine de production de films et de télévision, fondée par Gary Barber et Roger Birnbaum en 1998. Jonathan Glickman en est l'actuel président de la production.
Hors des États-Unis, Buena Vista assure la distribution de la plupart des films réalisés par Spyglass.

## Filmographie

### Avec Buena Vista Motion Pictures Group (Disney)

#### Avec Touchstone Pictures
- Instinct (1999)
- Révélations (1999)
- Mission to Mars (2000)
- Au nom d'Anna (2000)
- Shanghai Kid (2000)
- Snow, Sex and Sun (2001)
- La Vengeance de Monte-Cristo (2002)
- Le Règne du feu (2002)
- La Recrue (2003)
- Shanghai Kid 2 (2003)
- Mr. 3000 (2004) (avec Dimension Films)
- H2G2 : Le Guide du voyageur galactique (2005)
- Stick It (2006)

#### Avec Hollywood Pictures
- Sixième Sens (1999)[2]
- Stay Alive (2006)

#### Avec Miramax Films
- The Lookout (2007)

#### Avec Walt Disney Pictures
- Baby-Sittor (The Pacifier) (2005)
- Antartica, prisonniers du froid (2006)
- Underdog, chien volant non identifié (2007)

#### Avec 20th Century Fox
- 27 Robes (2008)
- Phénomènes (2008)

### Avec Universal Studios
- Apparitions (2002)
- Bruce tout-puissant (2003)
- Pur Sang, la légende de Seabiscuit (Seabiscuit, 2003) (aussi avec DreamWorks SKG)
- Connie et Carla (2004)
- Evan tout-puissant (2007)
- Le Retour de Roscoe Jenkins (2008)
- Wanted : Choisis ton destin (2008)
- Un éclair de génie (2008)
- Donne-moi ta main (Leap Year) (2010) (aussi avec BenderSpink et Octagon Films)
- American Trip (2010)
- Le Dilemme (2011)

#### Avec Rogue Pictures
- Balles de feu (2007)

### Avec Paramount Pictures
- Abandon (2002)
- Les Notes parfaites (2004)
- Les Ruines (2008) (aussi avec DreamWorks SKG)
- Love Gourou (2008)
- La Ville fantôme (2008)
- Star Trek (2009)
- G.I. Joe : Le Réveil du Cobra (aussi avec Hasbro et di Bonaventura Pictures) (2009)
- The Dinner (2010)
- Sex Friends (2011)
- Footloose (2011)
- Scream (2022)
- Scream 6 (2023)
- 2026 : Scream 7 de Kevin Williamson

### Avec Sony Pictures Entertainment

#### Avec Columbia Pictures/TriStar
- La Légende de Zorro (2005)
- Mémoires d'une geisha (2005) (également avec DreamWorks SKG)
- The Tourist (2010)
- Je te promets (2012)
- Thanksgiving (2024)

#### Avec United Artists/MGM
- Ils étaient un seul homme (The Boys in the Boat) (2023) de George Clooney

### Avec Warner Bros. Entertainment Inc.

#### Avec Malpaso Productions
- Invictus (2009)

#### Avec New Line Cinema
- Tout... sauf en famille (2008)

### Télévision
- 2025 : The Institute